# Kosmos 2263
Kosmos 2263, ruski ELINT satelit (radioelektronsko izviđanje) iz programa Kosmos. Vrste je Celina-2.
Lansiran je 16. rujna 1993. godine u 07:36 s kozmodroma Bajkonura (Tjuratam) u Kazahstanu. Lansiran je u nisku orbitu oko planeta Zemlje raketom nosačem Zenit-2 11K77. Orbita mu je 817 km u perigeju i 855 km u apogeju. Orbitna inklinacija bila je 71°. COSPARova oznaka je 1993-059-A. Zemlju je obilazio u 101,9 minuta. Pri lansiranju bio je mase 6000 kg. 

## Vanjske poveznice
- N2YO.com Search Satellite Database
- Celes Trak SATCAT Format Documentation (engl.)
- Planet4589.org Tablični prikaz podataka o satelitima